# Kovászna megye
Kovászna megye (románul: Județul Covasna) Erdély délkeleti részén helyezkedik el, a Kárpát-medence legkeletebbre fekvő megyéje. Szomszédos megyék: keleten Bákó megye (Bacău), Vrancea megye, Buzău megye (Bodza), északon Hargita megye, nyugaton és délen Brassó megye. Székhelye Sepsiszentgyörgy.

## Földrajz
Kovászna megye Erdély délkeleti részén helyezkedik el, a 25°32' és 26°18' keleti hosszúságok, valamint a 45°32' és a 46°18' északi szélességek között.

### Domborzat

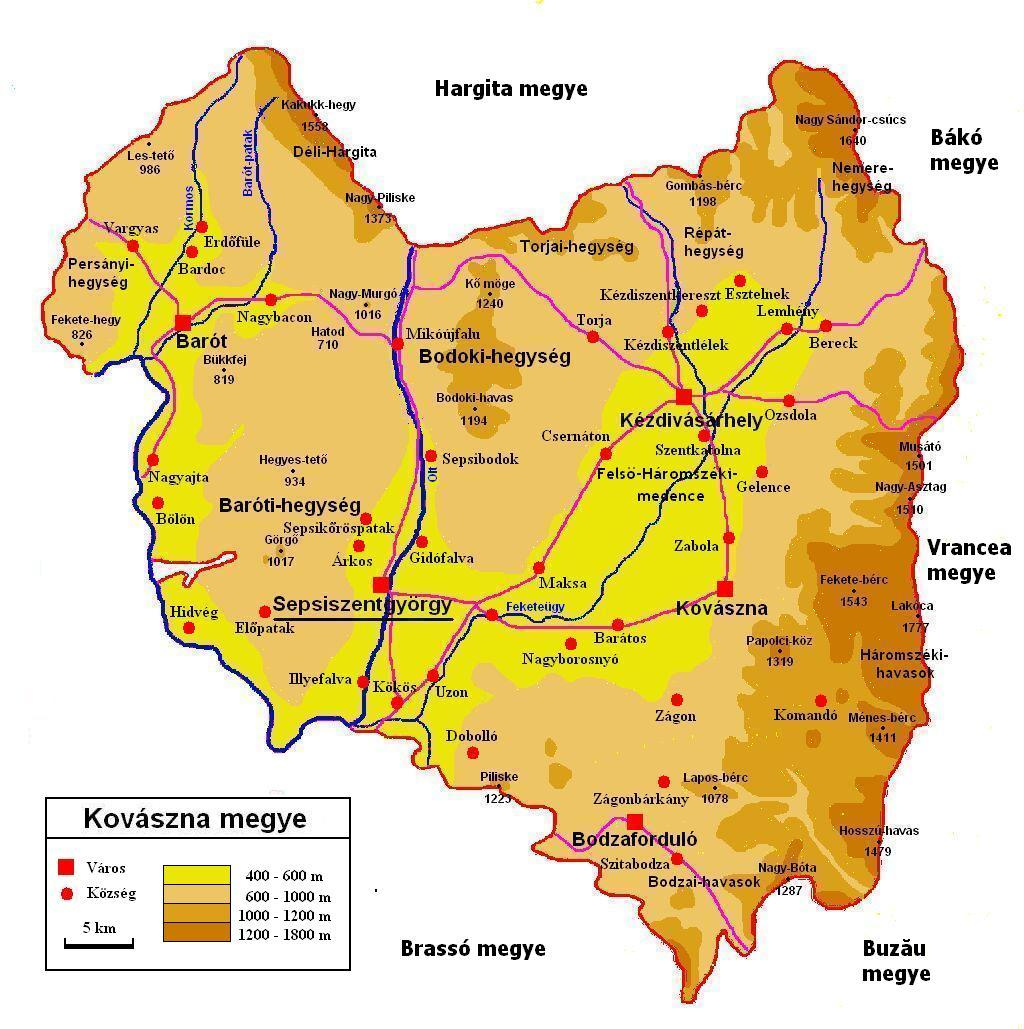
Kovászna megye domborzati térképe

A megye legnagyobb részét a Brassói-medence északkeleti része és a  Felső-háromszéki-medence foglalja el. Északi és keleti határain középmagas hegyek találhatók. A legmagasabb pont a Háromszéki-havasokban található 1777 méter magas Lakóca-tető, a  legalacsonyabb pont az ágostonfalvi Olt-híd melletti erózió-bázis 468 méteres  magassággal. A megye területének 44%-át erdő borítja.
Az északi hegységek nagy része vulkáni tevékenység során alakultak ki (zárójelben legmagasabb  pontjuk): Déli-Hargita (1558 m), Csomád-hegység (1301 m), Nagy-Murgó (1016 m). Keleti hegységek: Répát-hegység, Nemere-hegység (1649 m), Háromszéki-havasok (1777 m), Bodzai-havasok (1479 m). A megye középső részén elterülő hegységek: Baróti-hegység (1017 m), Bodoki-hegység (1240 m).
| Kovászna megye 10 legmagasabb hegycsúcsa |                   |          |                    |
| Hely                                     | Név               | Magasság | Hegység            |
| 1.                                       | Lakóca            | 1777 m   | Háromszéki-havasok |
| 2.                                       | Nagy-Mányicska    | 1675 m   | Háromszéki-havasok |
| 3.                                       | Nagy Sándor-csúcs | 1640 m   | Nemere-hegység     |
| 4.                                       | Kis-Nemere        | 1627 m   | Nemere-hegység     |
| 5.                                       | Clabucilor        | 1615 m   | Háromszéki-havasok |
| 6.                                       | Zernye-havas      | 1602 m   | Háromszéki-havasok |
| 7.                                       | Kakukk-hegy       | 1558 m   | Hargita            |
| 8.                                       | Fekete-bérc       | 1543 m   | Háromszéki-havasok |
| 9.                                       | Szélkapu          | 1524 m   | Háromszéki-havasok |
| 10.                                      | Kis-Bonyó         | 1522 m   | Háromszéki-havasok |

### Vízrajz
A megye két meghatározó folyóvize az Olt és a Feketeügy (az Olt legnagyobb  mellékfolyója). A két legnagyobb állóvíz a 2 km hosszúságú Besenyői-tó és a 23 hektár területű Rétyi-tó.

### Éghajlat
A megye mérsékelt kontinentális éghajlatú (forró nyarak, hideg telek), évi átlaghőmérséklete  2-7 °C között változik. A megyeszékhelyen mért legalacsonyabb hőmérséklet -32 °C (1929. február 11.), a legmagasabb 37.8 °C (1951. augusztus 11.) 2005. február 6. és február 8. között kétszer is megdőlt a megyei hidegrekord. Február 8-án reggel Bodzafordulón -37 °C-ot mértek. A városban 1939-ben hozták létre a meteorológiai intézetet, a szakemberek szerint azóta nem mértek ilyen alacsony hőmérsékleti értéket a vidéken. Az évi csapadékmennyiség a megyében 500 és 1100 mm között változik.

## Lakosság

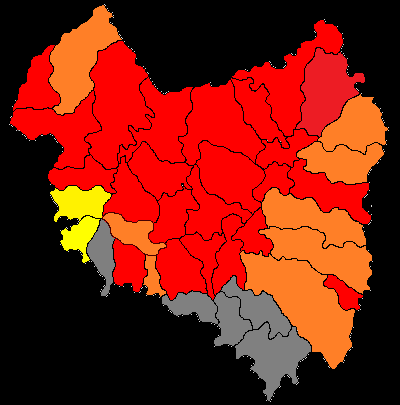
A magyar nemzetiségűek aránya Kovászna megyében a 2011-es népszámlálás adatai szerint. Piros = Magyar többség 80% felett, narancssárga = magyar többség 50 - 79% között, citromsárga = magyar kisebbség 20% felett, szürke = magyar kisebbség 10% alatt.

Kovászna megye lakossága 2007-ben 223 364 fő (1992-ben még 233 256 fő volt), melynek 50,1%-a városlakó. 122 település található a megye területén. A 2002-es népszámláláskor 222 449 volt a lakosság száma, ebből 73,79% magyar, 23,28% román és 2,68% cigány. Magyarok ennél nagyobb arányban csak Hargita megyében vannak. A népesség változása az utóbbi 150 évben (a megye mai területére számítva):

## Közigazgatás

### A megyei tanács
A megyei tanács 31 tagból áll, a tanács elnökével együtt. A legutóbbi, 2020-as választásokkor Tamás Sándor az RMDSZ színeiben nyerte a tanácselnöki tisztségért folyó küzdelmet. A táblázat a 2020-as helyhatósági választások eredményeit mutatják:
|  | Párt                     | Mandátumok | Jelenlegi megyei tanács összetétel | Jelenlegi megyei tanács összetétel | Jelenlegi megyei tanács összetétel | Jelenlegi megyei tanács összetétel | Jelenlegi megyei tanács összetétel | Jelenlegi megyei tanács összetétel | Jelenlegi megyei tanács összetétel | Jelenlegi megyei tanács összetétel | Jelenlegi megyei tanács összetétel | Jelenlegi megyei tanács összetétel | Jelenlegi megyei tanács összetétel | Jelenlegi megyei tanács összetétel | Jelenlegi megyei tanács összetétel | Jelenlegi megyei tanács összetétel | Jelenlegi megyei tanács összetétel | Jelenlegi megyei tanács összetétel | Jelenlegi megyei tanács összetétel | Jelenlegi megyei tanács összetétel | Jelenlegi megyei tanács összetétel | Jelenlegi megyei tanács összetétel | Jelenlegi megyei tanács összetétel | Jelenlegi megyei tanács összetétel |
|  | ------------------------ | ---------- | ---------------------------------- | ---------------------------------- | ---------------------------------- | ---------------------------------- | ---------------------------------- | ---------------------------------- | ---------------------------------- | ---------------------------------- | ---------------------------------- | ---------------------------------- | ---------------------------------- | ---------------------------------- | ---------------------------------- | ---------------------------------- | ---------------------------------- | ---------------------------------- | ---------------------------------- | ---------------------------------- | ---------------------------------- | ---------------------------------- | ---------------------------------- | ---------------------------------- |
|  | RMDSZ                    | 22         |                                    |                                    |                                    |                                    |                                    |                                    |                                    |                                    |                                    |                                    |                                    |                                    |                                    |                                    |                                    |                                    |                                    |                                    |                                    |                                    |                                    |                                    |
|  | Erdélyi Magyar Szövetség | 3          |                                    |                                    |                                    |                                    |                                    |                                    |                                    |                                    |                                    |                                    |                                    |                                    |                                    |                                    |                                    |                                    |                                    |                                    |                                    |                                    |                                    |                                    |
|  | PNL                      | 3          |                                    |                                    |                                    |                                    |                                    |                                    |                                    |                                    |                                    |                                    |                                    |                                    |                                    |                                    |                                    |                                    |                                    |                                    |                                    |                                    |                                    |                                    |
|  | PSD                      | 2          |                                    |                                    |                                    |                                    |                                    |                                    |                                    |                                    |                                    |                                    |                                    |                                    |                                    |                                    |                                    |                                    |                                    |                                    |                                    |                                    |                                    |                                    |

### Települések
A legnagyobb települések a megyében (2011):

|     | Név              | Rang              | Lakosság (fő) |  |
| --- | ---------------- | ----------------- | ------------- |  |
| 1.  | Sepsiszentgyörgy | megyei jogú város | 56 006        |  |
| 2.  | Kézdivásárhely   | megyei jogú város | 18 491        |  |
| 3.  | Kovászna         | város             | 10 114        |  |
| 4.  | Barót            | város             | 8 672         |  |
| 5.  | Bodzaforduló     | város             | 7 528         |  |
| 6.  | Zágon            | község            | 5 282         |  |
| 7.  | Gelence          | község            | 4 815         |  |
| 8.  | Bardoc           | község            | 4 728         |  |
| 9.  | Zabola           | község            | 4 597         |  |
| 10. | Szitabodza       | község            | 4 584         |  |
| 11. | Kézdiszentlélek  | község            | 4 582         |  |
| 12. | Előpatak         | község            | 4 475         |  |
| 13. | Uzon             | község            | 4 430         |  |
| 14. | Nagybacon        | község            | 4 403         |  |
| 15. | Torja            | község            | 4 027         |  |
| 16. | Csernáton        | község            | 3 978         |  |
| 17. | Zágonbárkány     | község            | 3 688         |  |
| 18. | Bereck           | község            | 3 550         |  |
| 19. | Ozsdola          | község            | 3 519         |  |
| 20. | Szentkatolna     | község            | 3 378         |  |
| 21. | Bölön            | község            | 3 097         |  |

## Gazdaság

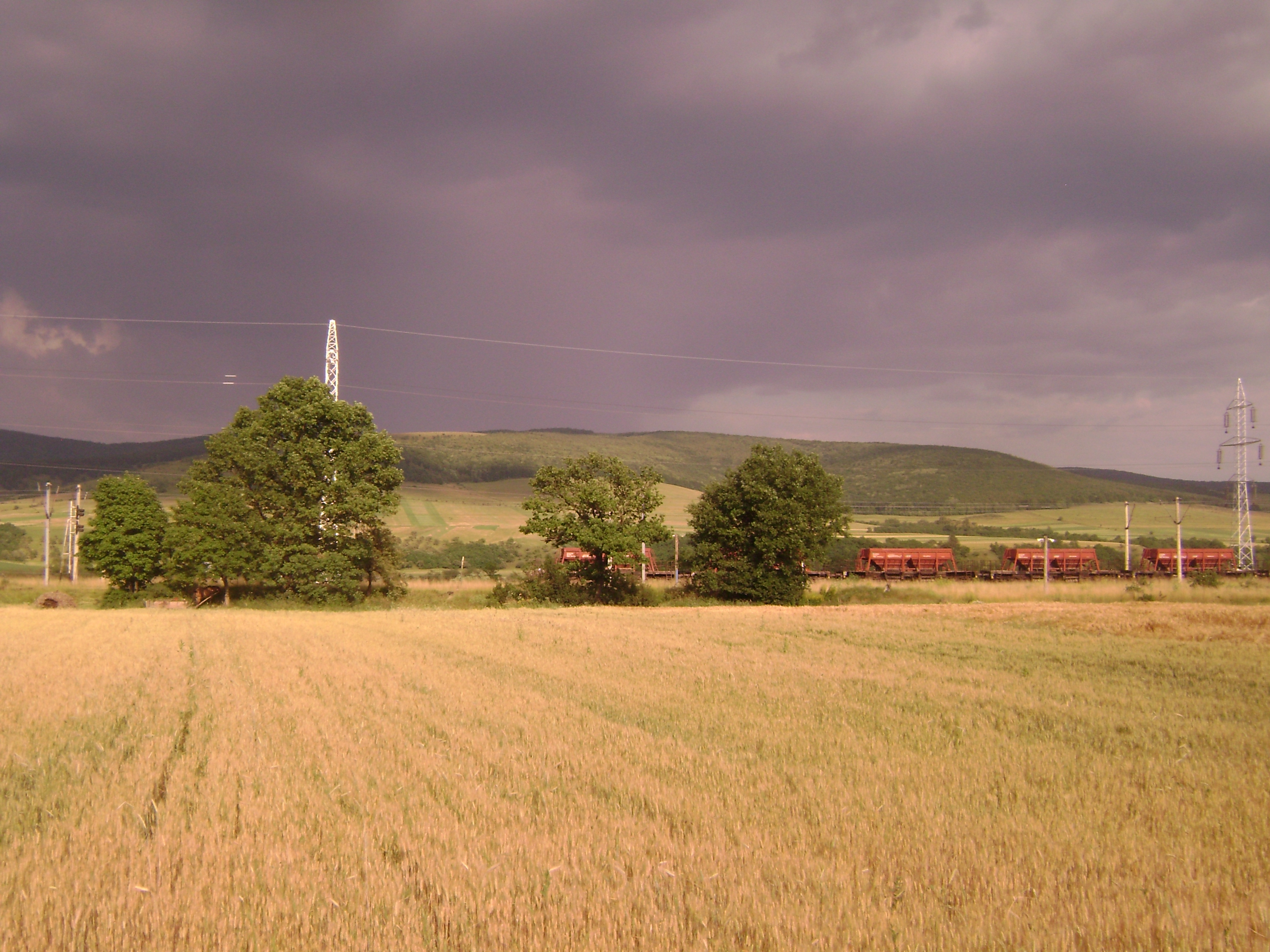
Kovászna megyei táj

Természeti kincsek:
- Lignit (Barót környéke)
- Ásványvíz (Bibarcfalva, Előpatak)